# Elisabeth von Hessen-Kassel
Elisabeth von Hessen-Kassel (Kassel, 24 maart 1596 - Güstrow, 16 december 1625) was een prinses uit het landgraafschap Hessen-Kassel. Door haar huwelijk werd zij hertogin van Mecklenburg-Güstrow. Zij dichtte in het Duits en Italiaans, musiceerde en componeerde. 

## Levensbeschrijving
Elisabeth was de oudste dochter van landgraaf Maurits van Hessen-Kassel (1572–1632) uit zijn huwelijk met Agnes van Solms-Laubach (1578–1602), een dochter van Johann Georg I van Solms-Laubach. Koningin Elisabeth I van Engeland was haar peettante. Bij haar doop, waarbij de Engelse koningin vertegenwoordigd werd door Henry graaf van Lincoln, werd een van de laatste ridderspelen in Europa gehouden. 
Met haar broers werd zij door haar vader naar de hogeschool gestuurd. Elisabeth sprak vloeiend Duits, Frans, Italiaans en Latijn en schreef meer dan tweehonderd gedichten.
Zij was in eerste instantie voorbestemd om te huwen met de Zweedse hertog Carl Philip. In 1616 leek zij te gaan trouwen met  Frederik Hendrik graaf van Nassau, de latere prins van Oranje. Zijn gevolmachtigden ondertekenden in september dat jaar namens hem de huwelijkse voorwaarden in Frankfurt am Main, maar Frederik Hendrik schreef Elisabeths vader dat ze zich niet gehouden hadden aan zijn instructies en verbrak schriftelijk het contract. Hij bleek - vergeefs - een bruidsschat bedongen te hebben van 300.000 gulden. De cadeaus die Elisabeth hem gestuurd had, gaf hij uit eigen beweging terug.
Uiteindelijk trouwde Elisabeth op 25 mei 1618 in Kassel met hertog Johan Albrecht II van Mecklenburg, die uit een eerder huwelijk vier kinderen had. Elisabeths huwelijk bleef kinderloos.